# Greta Hallgren
Annie Margareta "Greta" Hallgren, gift Danielsson, född 18 oktober 1906 i Åtvidaberg, Östergötland, död 24 mars 1990 i Stockholm, var en svensk sångare. 
Greta Hallgren var medlem i Wiener-Trion.
Hon var från 1935 gift med Karl Erik Harry Danielsson (1905–1988).

## Filmografi
- 1930 – Ulla, min Ulla